# Travelling Man
Travelling Man  is het vijfendertigste album van de Britse progressieve rockband Caravan. Het is de een verzameling van nummers gespeeld in de negentiger jaren.

## Tracklist
1. In The Land Of Grey And Pink
2. Crack Of The Willow
3. Cold As Ice
4. Liar
5. If I Could Do It All Over Again, I'd Do It All Over You
6. Cool Water
7. Travelling Ways
8. Place Of My Own
9. Somewhere In Your Heart
10. Side By Side
11. I Know Why You're Laughing
12. If It Wasn't For Your Ego
13. It's A Sad Sad Affair